# Sainte-Anne-Saint-Priest
Sainte-Anne-Saint-Priest, okzitanisch Senta Anna-Sent Príech, ist eine französische Gemeinde in der Region Nouvelle-Aquitaine, im Département Haute-Vienne, im Arrondissement Limoges und im Kanton Eymoutiers. Sie grenzt im Norden an Neuvic-Entier, im Osten an Eymoutiers, im Südosten an Domps, im Südwesten an Sussac und im Westen an Châteauneuf-la-Forêt.

## Bevölkerungsentwicklung
| Jahr      | 1962 | 1968 | 1975 | 1982 | 1990 | 1999 | 2008 | 2013 |
| --------- | ---- | ---- | ---- | ---- | ---- | ---- | ---- | ---- |
| Einwohner | 285  | 244  | 217  | 202  | 165  | 141  | 154  | 145  |

## Sehenswürdigkeiten
- Klosterkirche Sainte-Radegonde, Monument historique
- Flurkreuz Saint-Priest-les-Vergnes aus dem 17. Jahrhundert
- Kirche Saint-Priest-les-Vergnes aus dem 15. Jahrhundert
- Kirche Sainte-Anne aus dem 13. Jahrhundert

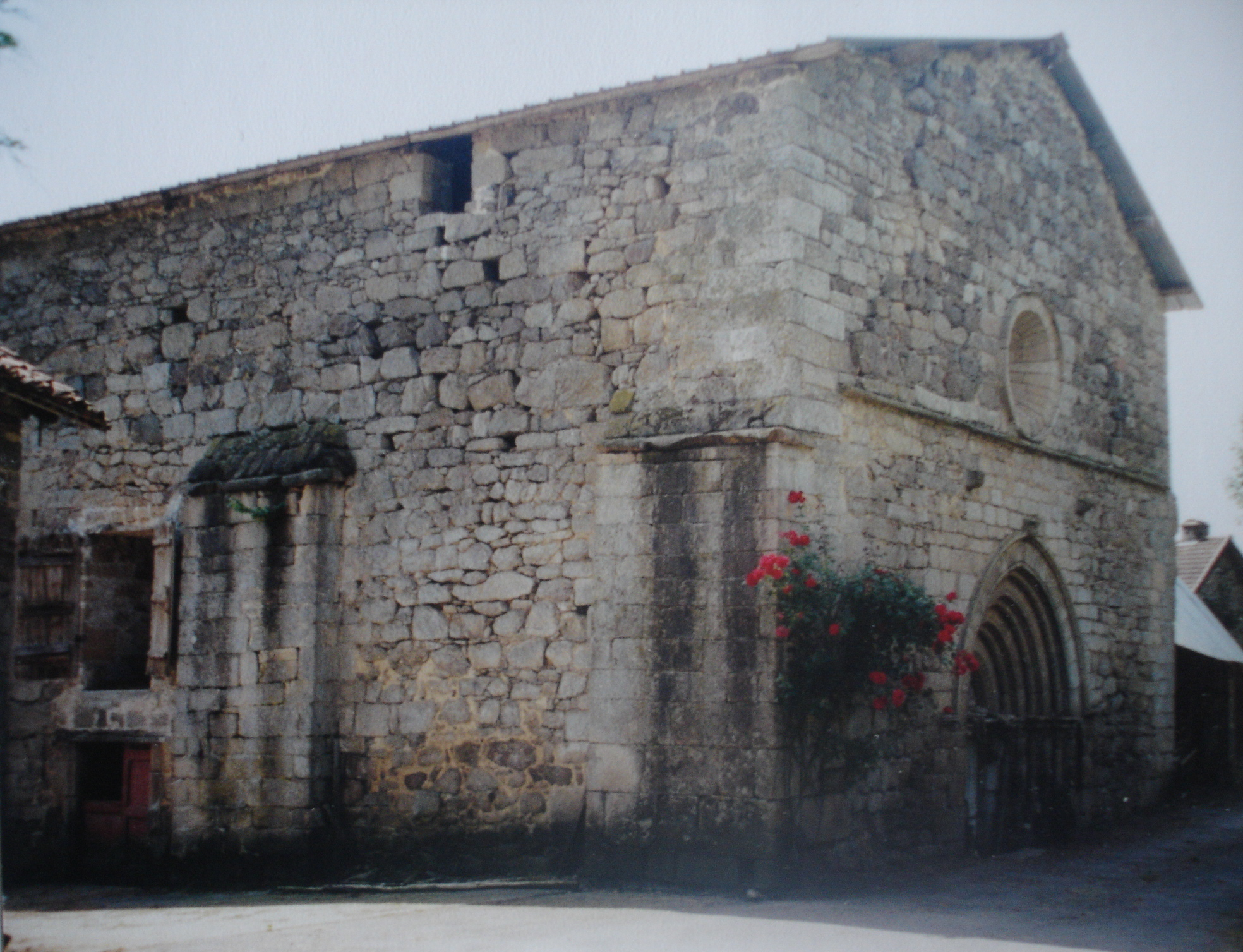
Klosterkirche Sainte-Radegonde